# ۵=۲+۲
«۵=۲+۲» نام آهنگی از گروه آلترنیتیو راک انگلیسی ردیوهد است که در سال ۲۰۰۳ منتشر شد. این آخرین تک‌آهنگی بود که از آلبوم زنده باد دزدها منتشر شد. آهنگ در بریتانیا به رتبه پانزدهم رسید.

## ترانه و پیش‌زمینه
عنوان آهنگ اشاره‌ای است به سمبل نادرستی (۵=۲+۲) که در کتاب هزارونهصدوهشتادوچهار اثر جورج اورل به آن اشاره می‌شود که در آن قشر صاحب قدرت فکری نادرست را به جای پندار صحیح در ذهن مردم جایگزین می‌کنند. «پلیس عقیده» در این کتاب مردم را مجبور به باور این کرده‌است که مجموع ۲+۲ برابر ۵ می‌شود تا ثابت کند که با اینکه منطقا همچین چیزی امکان ندارد اما این هیچ اهمیتی ندارد چرا که اگر کسی دیگر تمایلی به باور این حقیقت نداشته باشد، آن‌گاه حقیقت می‌تواند تغییر کند.
تمامی آهنگ‌های آلبوم زنده باد دزدها نامی دیگر (جایگزین) نیز داشتند. نام جایگزین ۵=۲+۲، "The Lukewarm." (به معنای نیم‌گرم) است که به گفته تام یورک اشاره به نوشته‌های دانته دارد.

## موسیقی
در شروع آهنگ، شنونده صدای جانی گرینوود را می‌شنود که گیتارش را به برق می‌زند و می‌گوید"ما آماده‌ایم"و صدای تام یورک می‌آید که می‌گوید "این شیوه عالی برای شروعه جانی…"این گفتگو در واقع اولین برداشتی است که ردیوهد از آلبوم اجرا کرده و به همین دلیل به عنوان شروع‌کننده آلبوم نیز انتخاب شده‌است.
آهنگ از چهار بخش تشکیل شده‌است. بخش اول ۷/۸ نوشته شده‌است.

## لیست آهنگ‌ها

### سی‌دی اول
1. ۵ = ۲ + ۲
2. Remyxomatosis
3. There There

### سی‌دی دوم
1. ۵ = ۲ + ۲
2. Skttrbrain
3. I Will